# Sofia Cucci
Sofia Cucci (Hunedoara, 9 giugno 1986) è un'attrice pornografica rumena.

## Biografia
Nasce il 9 giugno 1986, a Hunedoara (Romania), si trasferisce in Italia all'età di dieci anni abitando tra Gallipoli e Napoli.
Nel 2006 debutta come attrice pornografica nel film porno Dirty dance diretto dal regista Renzo Reggi. Ha lavorato con tante icone dell'hard come: Franco Trentalance, Rocco Siffredi, Milly D'Abbraccio, Fernando Vitale, Vittoria Risi. Ha due tatuaggi: un tribale sulla parte bassa della schiena e un disegno sulla tibia sinistra.
Nel 2009 ha una piccola parte nel film intitolato Moana su Sky Cinema, con Violante Placido.
Dal 2012 il suo cognome d'arte è stato cambiato in Cucci dopo un reclamo della casa di moda Gucci.
Ha dichiarato la fine della sua carriera nella pornografia il 31 dicembre 2015.
Nel 2023 ritorna a fare video hot sul suo sito internet.

## Filmografia pornografica parziale
- 2006 - Dirty dance, regia di Renzo Reggi
- 2006 - Hot dreams, regia di Romeo Visconti
- 2006 - Con tutto l'amore che posso, regia di Guido Maria Ranieri
- 2007 - I racconti anali di Sofia Gucci, regia di Romeo Visconti
- 2007 - Note di passione, regia di Tony Del Duomo
- 2007 - F.S.I Fuck scene investigations, regia di Tony Del Duomo
- 2007 - Velvet - doppio inganno, regia di Francesco Fanelli
- 2007 - Born 2B sexy, regia di Franco Avon
- 2008 - Easy girls, regia di Franco Avon
- 2008 - The Butterfly (Intrigo e potere), regia di Francesco Fanelli
- 2008 - Doppie sensazioni..., regia di Franco Avon
- 2008 - Scent of pleasure - Profumo di piacere, regia di J.F. Romagnoli
- 2008 - Infermiere a domicilio, regia di Franco Avon
- 2009 - The dark lady, regia di Francesco Fanelli
- 2009 - Tropical pleasure - Sesso ai caraibi, regia di J.F. Romagnoli
- 2009 - Doppio gioco - Hot sinners, regia di J.F. Romagnoli
- 2009 - Morbide labbra, regia di Franco Avon
- 2010 - Lethal body, regia di J.F. Romagnoli
- 2010 - Calde segretarie 2, regia di J.F. Romagnoli
- 2010 - Sex weapon - Il killer perfetto..., regia di J.F. Romagnoli
- 2010 - Sofia Gucci vs. Fernando – Il prezzo del successo, regia di Franco Avon
- 2011 - Fleshly Divas, regia di J.F. Romagnoli
- 2011 - Ass Philosofy 7, regia di Joe Serrano
- 2012 - Sex Appeal skirt-up, regia di Joe Serrano
- 2012 - Vizi solitari
- 2012 - Le mogli degli altri o La sposa abusata, regia di Mario Salieri
- 2012 - Martina Gold 2
- 2012 - Sofia and Aletta Ocean
- 2012 - Sofia and Martina Gold
- 2013 - Le donne dello sceicco o Prostituzione, regia di Mario Salieri
- 2013 - Glory Hole Casting
- 2013 - Ionella Dantes
- 2013 - Lara De Santis
- 2013 - Martina Gold
- 2013 - Martina Gold 3
- 2013 - Martina Gold 4
- 2013 - Martina Gold 5
- 2013 - Martina Gold 6
- 2013 - Priscilla Salerno
- 2013 - Provini porno di Martina Gold 1
- 2013 - Provini porno di Martina Gold 2
- 2013 - Sofia Cucci e Vittoria Risi
- 2013 - Vittoria Risi Live Show
- 2014 - Lara De Santis 2
- 2014 - Lara De Santis e Cristal Jolie
- 2014 - Lesbian Orgy on Live Stage
- 2014 - Live Fuck in Budapest
- 2014 - Martina Gold 7
- 2014 - Martina Gold 8
- 2014 - Martina Gold 9
- 2014 - Michelle Ferrari
- 2014 - Michelle lick my squirt
- 2014 - Orgasmi senza fine
- 2014 - Priscilla Salerno 2
- 2014 - Racconti proibiti di Sofia
- 2014 - Sofia e Lara xXx
- 2014 - Valeria Visconti
- 2014 - Vittoria Risi Live XXX
- 2014 - Vizi solitari 2
- 2014 - Diva Sofia regia di Guido Maria Ranieri
- 2014 - I racconti proibiti di Sofia regia Guido Maria Ranieri
- 2014 - Sofia "Un agente... molto in carriera", regia di Guido Maria Ranieri 31/05/2014
- 2014 - Orgasmo senza fine, regia di Guido Maria Ranieri
- 2014 - Quest for Sex, episodio di Euro Sex Parties
- 2015 - Penetrating Sofia
- 2015 - Priscilla Salerno 3
- 2015 - She Wants Big Cock and She Wants It Now
- 2015 - Sofia, Lara e il fotografo
- 2015 - Sofia, Lara e il fotografo II
- 2015 - Sticking It Into Sofia's Big Juicy Cucci
- 2015 - Valeria Visconti 2
- 2016 - Deep Anal Diving
- 2016 - Sofia Loves Her Friends
- 2016 - Sofia Loves Her Friends 2
- 2016 - Sofia Loves Her Friends 3
- 2016 - Sofia Loves Her Friends 4
- 2016 - Sofia Loves Her Friends 5
- 2016 - Sofia Loves Her Friends 6

### Antologie pornografiche
- 2007 - I caldi racconti di Sofia Gucci
- 2007 - I nostri dolci orgasmi
- 2007 - Sofia Gucci
- 2007 - Sofia Gucci 2
- 2007 - Sofia e le sue calde voglie
- 2008 - Sognando Rocco Siffredi
- 2008 - Il mio amico Mandingo
- 2008 - Alle italiane piace negro fondente
- 2009 - Franco Trentalance dal reality al set
- 2009 - Sfida anale
- 2010 - Rocco Siffredi vs. Roberta Gemma e le loro amiche
- 2010 - Potresti essere mia madre
- 2010 - La mia Africa più nera
- 2010 - Potresti essere mia madre 2
- 2010 - Orgasmi multipli
- 2010 - Sofia e le altre
- 2012 - Italian best girl
- 2012 - Sofia vs Roberta
- 2013 - The very best of Sofia
- 2016 - Sofia Gucci - The Collection uscito solo su Pornhub

### Filmografia non pornografica
- Moana, regia di Alfredo Peyretti - miniserie TV, 2 puntate (2009)
- Il peccato e la vergogna - serie TV, episodio 1x03 (2010)